# NGC 6624
NGC 6624 (другие обозначения — GCL 93, ESO 457-SC11) — шаровое скопление в созвездии Стрелец.
Этот объект входит в число перечисленных в оригинальной редакции «Нового общего каталога».
Осенью 2011 года Большой Телескоп Ферми обнаружил в галактике пульсар PSR J1823-3021A, названный самым молодым из найденных пульсаров.